# Betzingen
Betzingen ist nach Reutlingen-Mitte der einwohnerstärkste Stadtteil von Reutlingen in Baden-Württemberg. Obwohl bereits 1907 von Reutlingen eingemeindet und inzwischen sehr verstädtert und industrialisiert und mit Reutlingen komplett zusammengewachsen, weist der Ort mit rund 11.000 Einwohnern noch ursprüngliche und ländliche Züge auf.

## Geographie

### Geographische Lage

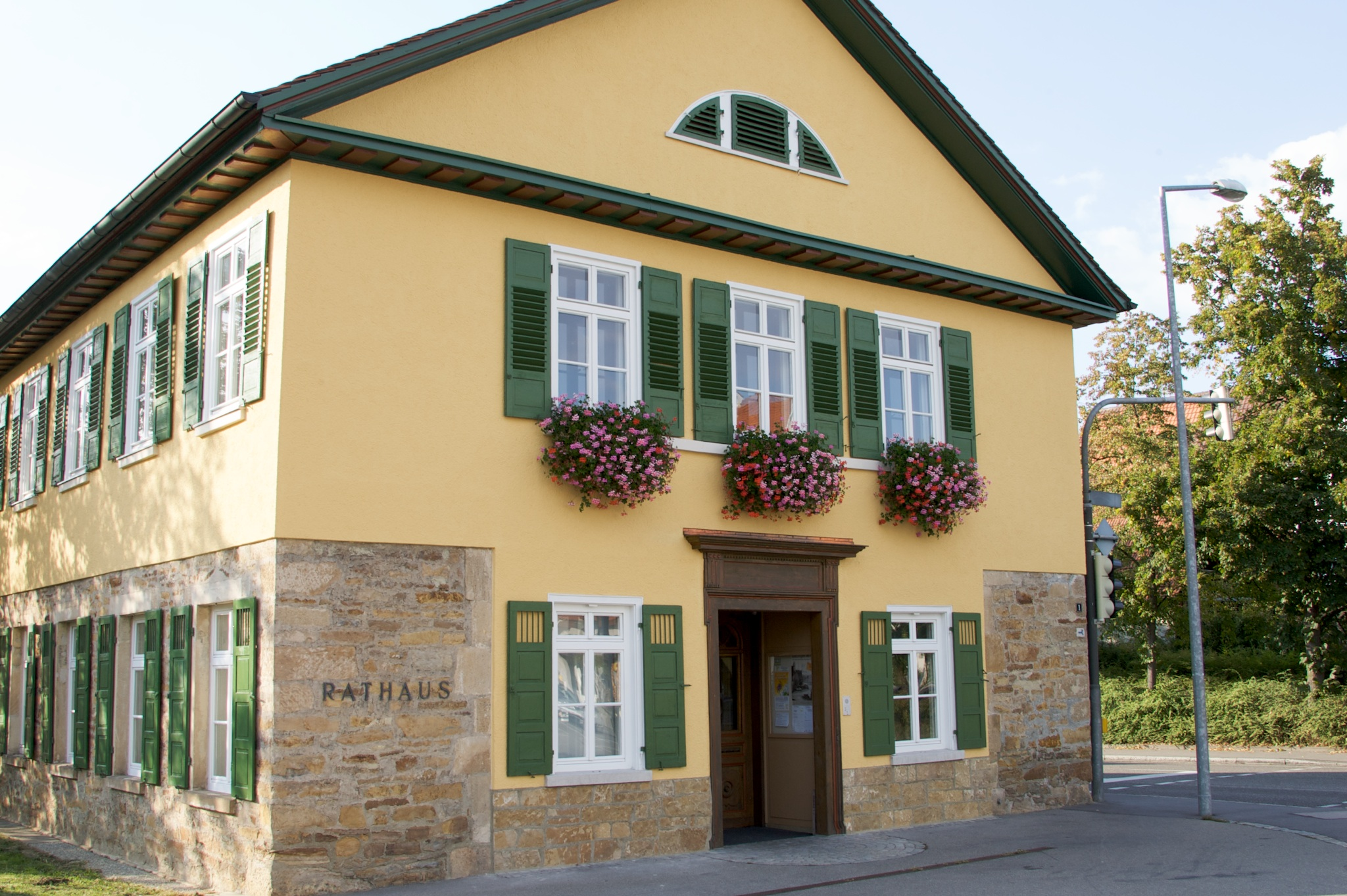
Betzinger Rathaus, 2008

Betzingen liegt im Echaztal zwischen den Städten Reutlingen und Tübingen auf einer Höhe von 360 m ü. NHN. Im Ortskern mündet der, aus nördlicher Richtung kommende, Leyrenbach (im 19. Jahrhundert auch „Leirenbach“ geschrieben) in die Echaz. Weiter flussabwärts, beim Betzinger Friedhof, mündet der Breitenbach von Süden kommend in die Echaz.

### Nachbarorte
Folgende Städte und Gemeinden sowie Ortsteile grenzen an Betzingen (im Uhrzeigersinn, beginnend im Norden). Die Gemeinden liegen im Landkreis Reutlingen und Tübingen:
Degerschlacht, Reutlingen, Ohmenhausen, Kusterdingen (Landkreis Tübingen), Jettenburg (Landkreis Tübingen) und Wannweil.

## Geschichte

### Frühgeschichte und Mittelalter
Erste Spuren menschlicher Besiedlung in Betzingen gibt es aus der Hallstattzeit (700–500 v. Chr.) mit mehreren Funden, vor allem Grabhügel. Auch die Römer siedelten sich an diesem Ort an, so wurde 1905 bei Ausgrabungsarbeiten eine römische Villa entdeckt.
Der Ortsname mit Endung -ingen lässt auf eine Gründung durch die Alamannen im 5. oder 6. Jahrhundert n. Chr. schließen. Die erste urkundliche Erwähnung von „Beczingin“ datiert auf den 12. März 1258, in der Heinrich Vink und sein Sohn Werner von der Burg Dettingen ihren Besitz an das Klarissenkloster Pfullingen übertragen. 1275 wird die Mauritiuskirche im Zehntregister der Diözese Konstanz erwähnt.
Ab dem 15. Jahrhundert ging Betzinger Grund, durch Verkauf oder Stiftung, in Reutlinger Besitz über, so dass Reutlingen zunehmend Ortsherrschaft erhielt. Die Zugehörigkeit Betzingens zu Reutlingen ist in einer Urkunde von 1480 belegt und wurde später in einer weiteren Urkunde des römisch-deutschen Königs und späteren Kaisers Maximilian I. vom 8. August 1497 bestätigt.
Ab dem 17. Jahrhundert wurde die wirtschaftliche Situation schlechter, teils durch Abgaben der Bauern, teils durch Aufteilung der Höfe durch Erbe und teils durch Kriege wie den Dreißigjährigen Krieg, in dem Betzingen weitgehend zerstört wurde und die Bürger Schutz im befestigten Reutlingen suchten. Einige Kleinbauern begannen ein Handwerk, vor allem die Weberei, auszuüben.

### Ende des Heiligen Römischen Reichs und Industrielle Revolution
Nach dem Ende der reichsstädtischen Zeit Reutlingens wurde Betzingen, das damals rund 1000 Einwohner hatte, 1803 selbstständige Gemeinde des Oberamts Reutlingen.
Ab der Mitte des 19. Jahrhunderts wurden in Betzingen mehrere (Textil-)Fabriken gegründet: 1846 die Spinnerei und Zwirnerei Schickhardt, 1847 die Baumwollweberei August Knapp, später die Zwinnerei Wilhelm Marggraff, der Textilfabrik-Zulieferer C.C. Egelhaaf, die Cordweberei Hermann Schmidt und 1869 die Textilfabrik Ulrich Gminder (zwischen Betzingen und Reutlingen). Mit Errichtung dieser Fabriken und dem Anschluss an die Eisenbahn 1861 wurde die wirtschaftliche Situation wieder besser. Betzingen wandelte sich so von einem „Bauern- und Weberdorf zu einer Arbeiterwohngemeinde.“ Um 1900 gab es ca. 400 Arbeitsplätze in den Fabriken, Landwirtschaft und selbstständige Tätigkeit nahmen ab; ungefähr ein Viertel der Einwohner war zugezogen. Die wirtschaftliche Verflechtung und räumliche Nähe zu Reutlingen, sowie große öffentliche Aufgaben (Straßenbau, Kanalisation, Wasserversorgung) waren Gründe für die Eingemeindung Betzingens nach Reutlingen am 1. April 1907.
Zwischen den 1840 und den 1890er Jahren bestand die Betzinger Künstlerkolonie.

### Nach der Eingemeindung 1907 und Drittes Reich
Von 1912 bis 1967 war der Stadtteil ferner durch die Straßenbahn Reutlingen mit der Kernstadt verbunden. Die Esslinger Holz- und Eisenwaren Wilhelm Heim pachtete ab 1936 das Gelände der Zwirnerei Schickhardt (heute Wannweiler Straße 11). Zunächst wurden dort Spinde für die Wehrmacht hergestellt und ab 1943 Flügel für die V1 – unter Ausnutzung von mindestens 450 Zwangsarbeitern. Die (Textil-)Fabriken waren Ziele der Luftangriffen der Alliierten auf das Deutsche Reich. Der erste Angriff auf Betzingen erfolgte am 16. März 1944. Am 20. April 1945 ging Oskar Kalbfell in Betzingen den aus Tübingen anrückenden französischen Truppen (1. Armee) mit weißer Flagge entgegen und konnte so weiteren Schaden von Reutlingen abwenden.

### Einwohnerentwicklung
| Jahr  | Einwohner |
| ----- | --------- |
| ~1800 | 1.000     |
| ~1860 | 1.500     |
| ~1885 | 2.000     |
| ~1900 | 3.000     |
| 1946  | 4.800     |
| 2015  | 11.471    |

### Politik
- 1905 wurde der auf Lebenszeit eingesetzte Schultheiß, Martin Leibßle, gedrängt in den Ruhestand zu treten.[6]
- In der Zeit des Dritten Reiches wurden die Betzinger Vereine gleichgeschaltet. Lieder-, Trachten- und Tanzgruppe wurden von den Nationalsozialisten vereinnahmt.[6]
- Von 2004 bis 2019 war Thomas Keck (SPD) Bezirksbürgermeister von Betzingen
- 2019 wurde Friedemann Rupp (Grüne)[9] zum Bezirksbürgermeister gewählt.[10]

### Wappen
Das Wappen zeigt zwei nebeneinander stehende Bäume, die in der Heraldik als Tannen angesehen werden. Das Siegel von Eberhard von Betzingen an einer Urkunde aus dem Jahr 1341 und Zeichnung im Württembergischen Adels- und Wappenbuch wurde in den 1960er Jahren als Betzinger Wappen aufgegriffen. Da Betzingen bereits 1907 nach Reutlingen eingemeindet worden war, besaß es nie Rechtsgültigkeit. 1994 wurde das erste Mal eine Fahne mit dem Wappen vor dem Betzinger Rathaus gehisst.

## Tracht
Seit dem 19. Jahrhundert ist die Betzinger Tracht über den Ort hinaus bekannt. Sie war bei Malern, Fotografen, auf Trachtenumzügen und am Württemberger Hofe durch Wilhelm II. beliebt. Die Betzinger konnten durch das Präsentieren der Tracht Geld verdienen. Im 20. Jahrhundert wurde sie noch auf Hochzeiten getragen, im 21. Jahrhundert auf Volksfesten.

## Sehenswürdigkeiten
- Umweltbildungszentrum Listhof
- Heimatmuseum „Im Dorf“

### Bauwerke
- Evangelische Mauritiuskirche
- Bürgermeisterhaus
- Wernersche Mühle
- Betzinger Zehntscheuer
- Kirche Hl. Kreuz der Priesterbruderschaft St. Pius X.

#### Trippel

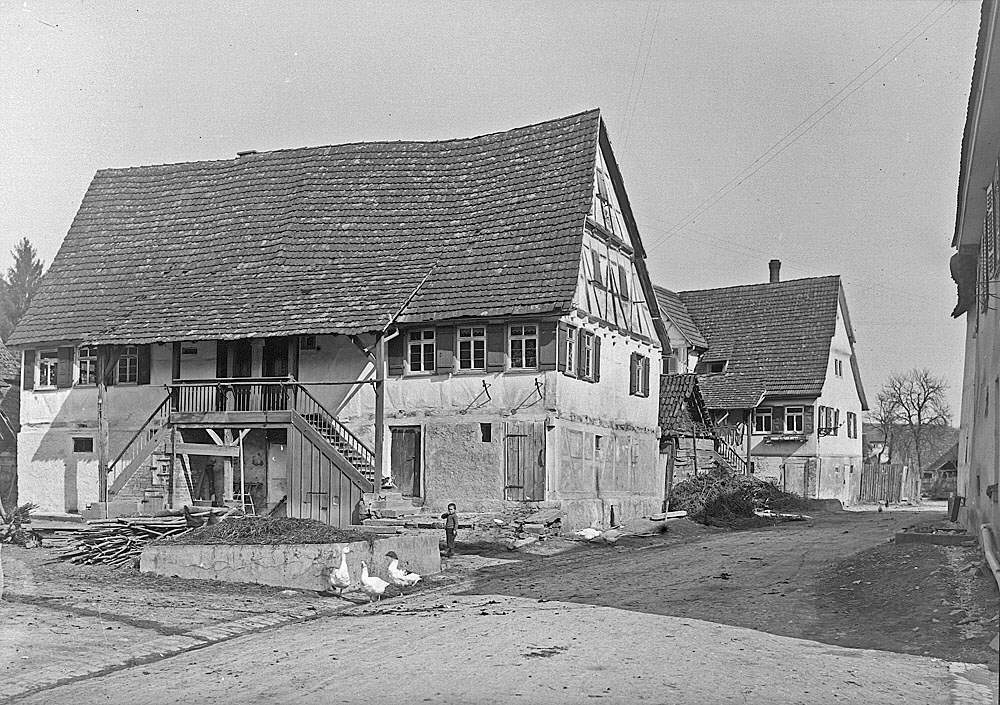
Haus mit Doppeltrippel
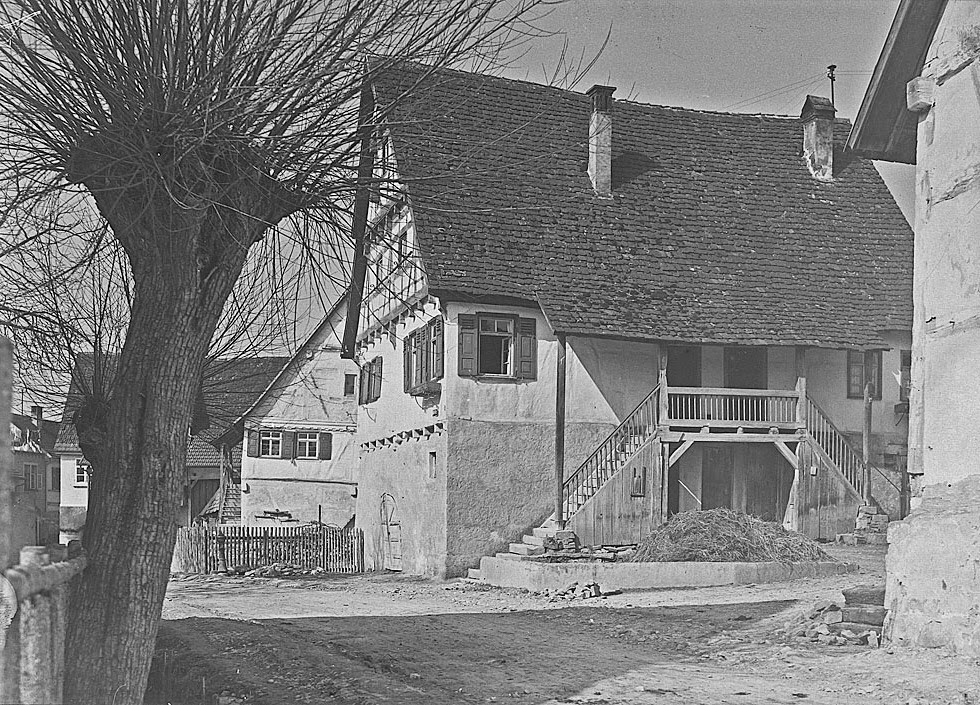
Bürgermeisterhaus mit Doppeltrippel
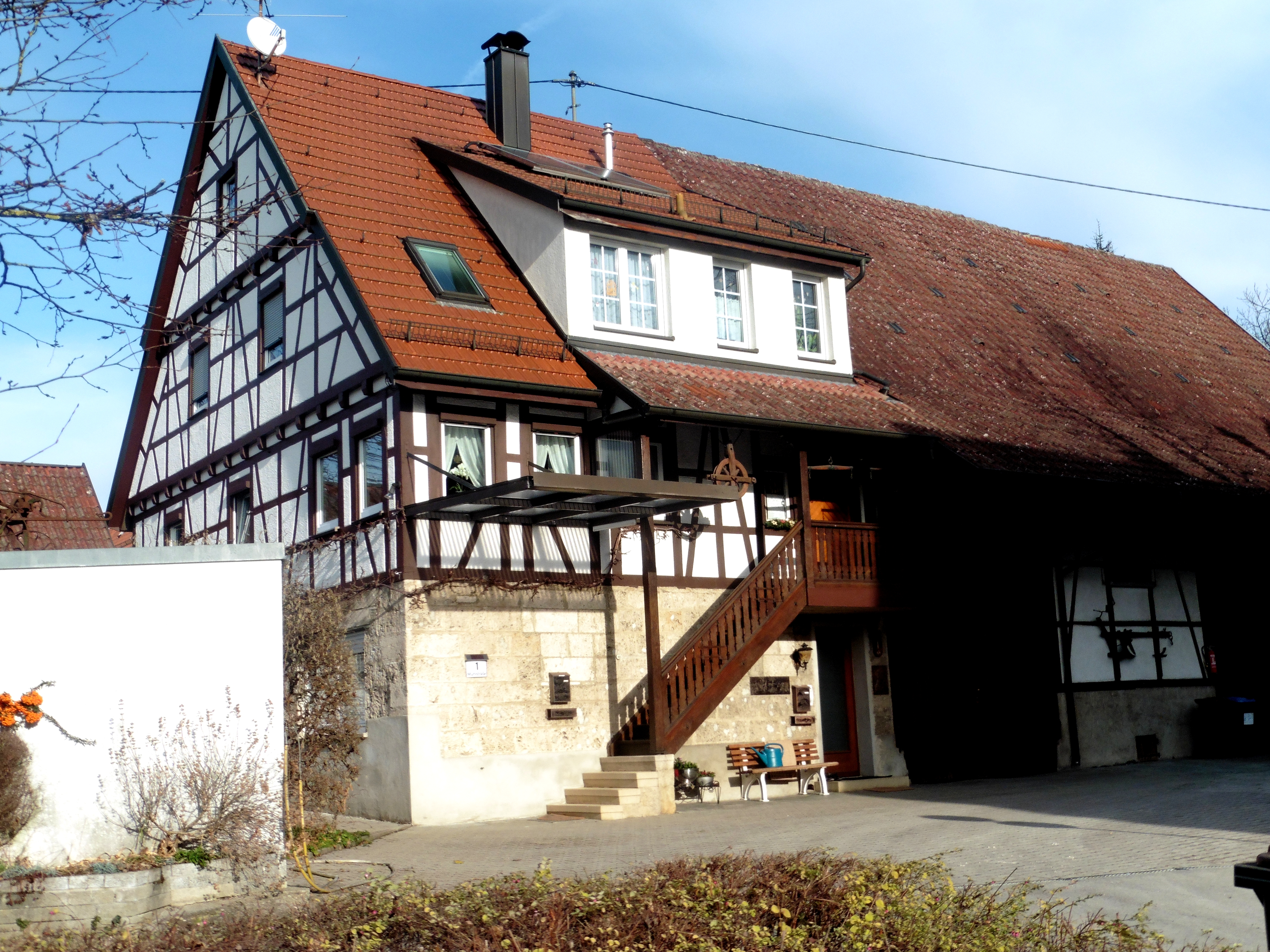
Haus mit Trippel
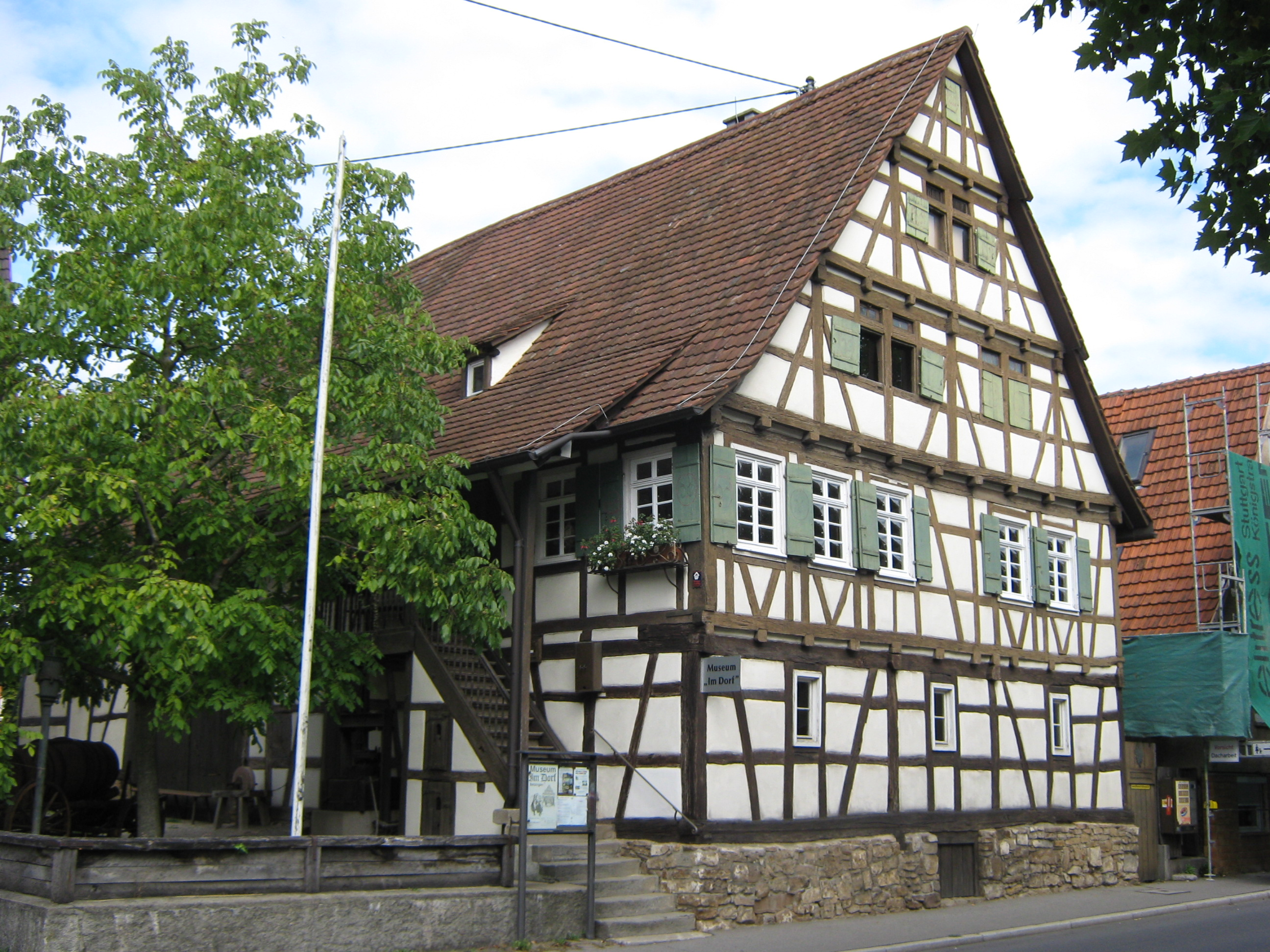
Trippel am Museum Im Dorf

Typisch für Betzinger Bauernhäuser war der Trippel, eine „[...] steile Freitreppe [...]. Vermutlich um Raum zu sparen wurde der Aufgang zur Wohnung im ersten Obergeschoss ins Freie verlegt.“

## Organisationen
- In der Hoffmannschule (Grund- und Hauptschule) werden rund 560 Schüler unterrichtet.
- Der TSV Betzingen ist der größte Sportverein in Betzingen, er ist in 14 Sparten aufgeteilt. Darunter auch eine BMX Bundesligamannschaft sowie mehrere Fußballmannschaften in verschiedenen Klassen. Die Handballmannschaften sind bis zur Oberliga Württemberg vertreten.
- Betzinger Sängerschaft, 1837 als Gesangsverein für Betzinger Männer. 1909 um einen Frauen- und gemischten Chor erweitert.[6]
- Musikverein Betzingen, gegründet 1903.[6]

## Söhne und Töchter
- Ernst Boepple (1887–1950), Verleger in München und während des Zweiten Weltkrieges Staatssekretär im Generalgouvernement.
- Oskar Kalbfell (1897–1979), Politiker der SPD und Oberbürgermeister von Reutlingen
- Hans Baltisberger (1922–1956), Motorradrennfahrer
- Karl Kußmaul (1930–2022), deutscher Werkstofftechniker und Materialprüfer, emeritierter Professor und ehemaliger Direktor der Staatlichen Materialprüfanstalt Stuttgart (MPA)
- Klaus Engler (1934–2006), Musikwissenschaftler, Bibliothekar und Hochschullehrer
- Daddes Gaiser (1956–2004), Sänger der Gruppe Kiz
- Hubert Kah (* 1961), deutscher Musiker, Komponist, Liedtexter und Produzent